# Budanowskij
Budanowskij (ros. Будановский) – chutor w zachodniej Rosji, w sielsowiecie starobielickim rejonu konyszowskiego w obwodzie kurskim.

## Geografia
Miejscowość położona jest nad Bieliczką (lewy dopływ Swapy), 4 km od centrum administracyjnego sielsowietu (Staraja Bielica), 22,5 km na północny zachód od centrum administracyjnego rejonu (Konyszowka), 81 km na północny zachód od Kurska.
W chutorze znajdują się 33 posesje.
Klimat
Miejscowość, jak i cały rejon, znajduje się w strefie klimatu kontynentalnego z łagodnym ciepłym latem i równomiernie rozłożonymi opadami rocznymi (Dfb w klasyfikacji klimatów Köppena).

## Demografia
W 2010 r. chutor zamieszkiwało 17 osób.